# Isla del Sauce
Isla del Sauce es una isla fluvial de Bolivia situada en el río Paraguay, ubicada dentro del municipio de Puerto Suárez, provincia de Germán Busch en el departamento de Santa Cruz. Se encuentra a 23 km de Puerto Busch, esta isla tiene unas dimensiones máximas de 2,9 kilómetros de largo por 0,76 kilómetros de ancho, se eleva a 3 metros sobre el río Paraguay.Tiene una superficie total de 1,45 km² y se caracteriza por ser una isla pantanosa al estar sobre el río y la región del Pantanal.